# Dick Parry
Dick Parry, född 22 december 1942 i Suffolk, är en brittisk saxofonist. Han är mest känd för sin medverkan på Pink Floyd-låtarna "Shine on you Crazy Diamond", "Money", "Us and Them" och "Wearing the Inside Out".
När den 31-årige Dick Parry spelade in solot på "Money" gjordes detta på en tenorsaxofon, en "King Super 20" med metallmunstycke från Otto Link.